# Yngwie Malmsteen
Yngwie Johan Malmsteen (nascido Lars Johan Yngve Lannerbäck); nascido em 30 de junho de 1963) é um guitarrista sueco. Ele se tornou conhecido nos anos 1980 por seu estilo de tocar neoclássico no heavy metal e lançou 22 álbuns de estúdio em uma carreira que abrange mais de 40 anos. Em agosto de 2009, a revista Time classificou Malmsteen como o nono melhor guitarrista elétrico de todos os tempos em sua lista.
Influenciado pela música barroca de Bach e Vivaldi, Malmsteen é conhecido por ser um dos precursores do chamado metal neoclássico, que envolve heavy metal com elementos de música clássica. Junto ao tecladista Jens Johansson, também tornou-se um dos pioneiros do power metal, com a temática fantástica de suas letras e com os sons orquestrais criando a atmosférica épica das canções. Seguindo estes estilos, ele ajudou a popularizar o guitar shredding dentro do heavy metal em geral e veio a ser um dos guitarristas mais influentes do metal.
Malmsteen já foi considerado o guitarrista mais rápido de sua época.

## História

### O interesse pela música
Lars Johann Yngwie Lannerback nasceu em Estocolmo, Suécia em 30 de junho de 1963. Teve aulas de piano e trompete e aos cinco anos ganhou seu primeiro violão. Estudando primeiro com uma velha guitarra Mosrite e depois com uma guitarra Stratocaster, Yngwie entrou no rock influenciado por bandas como Deep Purple. Sua admiração pelas influências clássicas de Ritchie Blackmore levaram-no a conhecer Bach, Vivaldi, Beethoven, Mozart e Paganini, entre outros compositores.
Malmsteen detém o chamado ouvido absoluto que é a capacidade de distinguir notas musicais seja qual for a fonte, capacidade que poucos possuem no cenário musical.

### Infância e adolescência
Ainda bem criança, Yngwie chegou a ter aulas de piano e trompete, contudo de forma inútil, inclusive, por volta de seus cinco anos de idade, sua mãe lhe presenteou com um violão, o qual, também, acabou encostado.
Entretanto, no dia 18 de Setembro de 1970, essa história tomou novo rumo, quando, aos sete anos de idade, o menino Yngwie assistiu um especial na TV sobre o guitarrista Jimi Hendrix. O garoto espantou-se como Hendrix emocionava o público com toneladas de feedback, oferecendo em sacrifício sua guitarra.
Fatalmente, o que lhe chamou a atenção nem foi tanto a técnica de Hendrix, mas sim o momento em que ele pôs fogo em sua guitarra, após quebrá-la.
A partir daí, o menino Yngwie mergulhou de cabeça no som de bandas como o “Deep Purple” e utilizou toda sua curiosidade e persistência para descobrir os segredos das composições.
Informações dão conta de que sua mãe (Rigmor) deu-lhe o nome de “Yngwie” por ser o nome de um antigo namorado. Quando completou dez anos de idade, o menino Yngwie resolveu adotar o sobrenome de solteira de sua mãe, “Malmsteen”. Nesta época, passou a dedicar todas as suas energias para a música e parou de ir para a escola. Ele era tido como um estudante muito rebelde e problemático, tendo constantes brigas com seus colegas, destacando-se apenas nas matérias que lhe agradavam, inglês e arte. Sua mãe, reconhecendo seus talentos musicais, permitiu que ficasse em casa com seus discos e sua guitarra.[carece de fontes?]
Assim, ele abandonou totalmente a escola e trabalhou como luthier. Escalopou a escala de uma guitarra e trocou os trastes por super jumbo Dunlop 6 000 e ficou impressionado com os resultados.[carece de fontes?] Viria a aplicar isso em guitarras melhores e as usa desta forma desde então Começou a tocar em várias bandas e quando tinha 18 anos gravou uma demo e enviou para várias pessoas, inclusive ao fundador da gravadora Shrapnel. Terminou sendo chamado para Los Angeles para entrar na banda Steeler.
Ao assistir pela TV o violinista russo Gidon Kremer interpretando "24 Caprices" de Paganini, Malmsteen conseguiu compreender como mesclar seu amor pela música clássica com sua velocidade, energia e presença teatrais.

### Primeiras bandas
Quando tinha dezoito anos de idade, Malmsteen e alguns amigos gravaram um demo com três músicas para a “CBS” sueca, mas que nunca foi lançado.
Frustrado, Malmsteen sabia que tinha que deixar a Suécia para chegar até onde ele desejava e começou a enviar demos para gravadoras e contatos em todo o mundo.
Um desses demos chegou às mãos de Mike Varney, que na época contribuía na revista “Guitar Player” e que fundara a gravadora “Shrapnel Music”.
Malmsteen acabou sendo convidado a se mudar para Los Angeles (Estados Unidos da América do Norte), para unir-se a nova banda da “Shrapnel”, “Steeler”.
Assim, no começo de 1983, logo que se mudou para os EUA, ele entrou para a banda. O “Steeler” havia lançado um single, chamado “Cold Day Hell”, em vinil de 45 rpm, com a seguinte formação: Ron Keel (vocal e guitarra), Michael Dunigan (guitarra solo), Tim Morrison (baixo) e Bobby Eva (bateria). Logo após esse single, Bobby Eva, Tim Morrison e Michael Dunigan saíram da banda e em seus lugares entraram Mark Edwards (bateria), Rick Fox (baixo) e Yngwie Malmsteen (guitarra solo).
A nova formação lançou, em 1983, o primeiro álbum da banda, Steeler. Após alguns shows de promoção deste álbum, a banda encerrou as atividades. Em agosto foi para o recém-formado Alcatrazz, uma banda no estilo do Rainbow e fundada por um ex-Rainbow e ex-Michael Schenker Group, o vocalista Graham Bonnet.
O Alcatrazz, com a formação Graham Bonnett (vocais), Malmsteen (guitarra), Gary Shea (baixo), Jan Uvena (bateria) e Jimmi Waldo (teclados), gravou o grande álbum “No Parole from Rock’n’Roll”, lançado no final de 1983. Neste álbum Malmsteen já demonstrava como seriam suas futuras composições, já que é possível perceber alguns solos incendiários como, "Kree Nakoorie", "Jet To Jet", e "Hiroshima Mon Amour".
Contudo, Malmsteen ainda se sentia limitado, sendo assim, o único caminho era se lançar em uma carreira solo.
Mas antes de sair do “Alcatrazz”, outro álbum, ao vivo, foi lançado em 1984, “Live Sentence”.
Em julho de 84, após o fim da turnê, sai da banda. Em seu lugar, Graham Bonnet chamou Steve Vai.

## Carreira solo

### Início/Anos 80

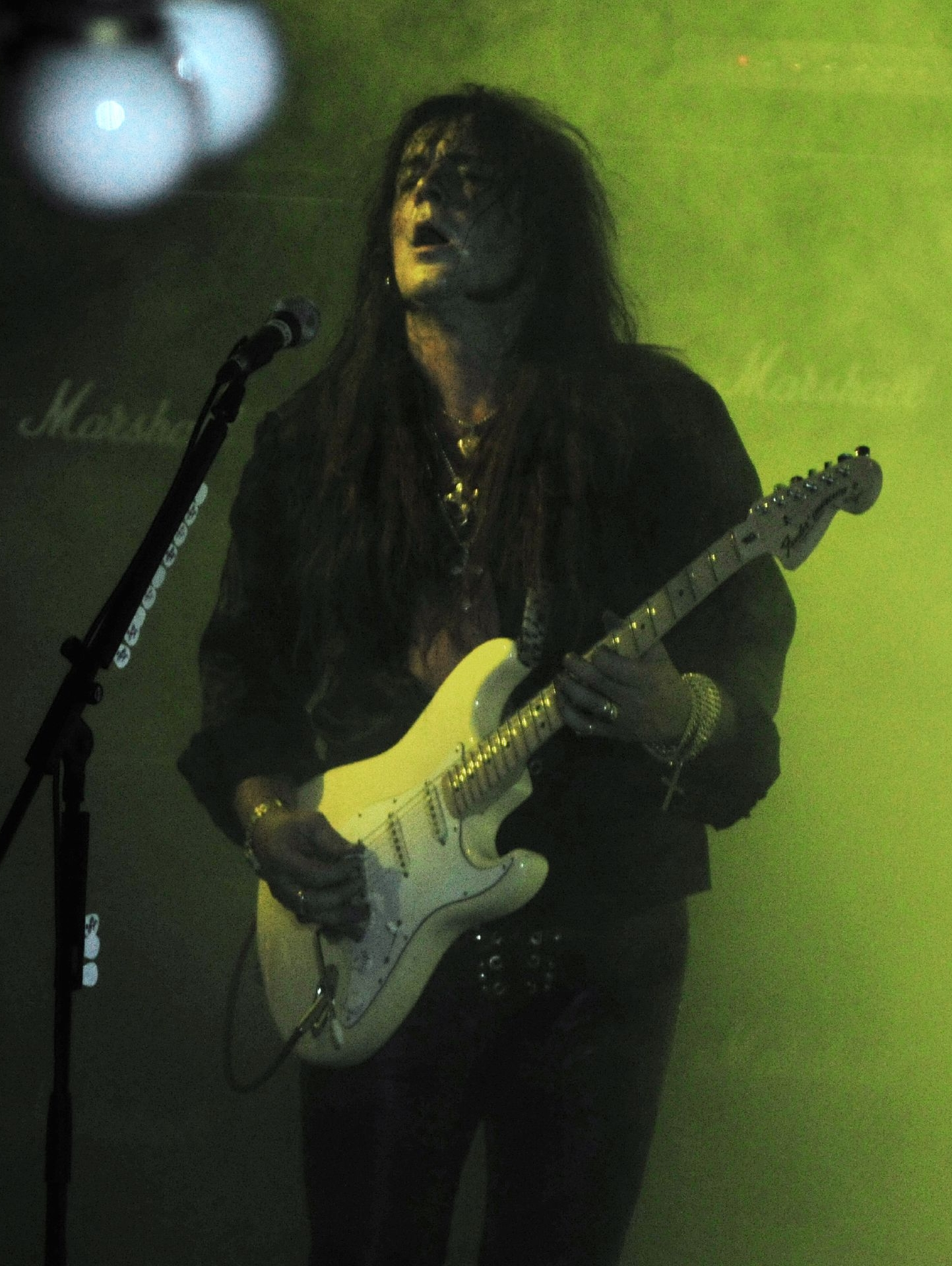
Yngwie Malmsteen em Barcelona.

Em janeiro de 1984 após uma turnê no Japão com o Alcatrazz, Malmsteen recebeu uma proposta da gravadora Polydor que ficou impressionada[carece de fontes?] com seu trabalho e ofereceu um contrato para gravar um álbum solo. Imediatamente após sua volta de Japão, Malmsteen entrou no Plant Estúdio em Los Angeles e começou a gravar seu álbum. Como ele já tinha as músicas prontas o processo foi muito rápido.
O primeiro álbum solo de Yngwie, Rising Force, saiu em 15 de março de 84, e as faixas contam com duelos seus com o tecladista Jens Johansson (que mais tarde entraria para o Stratovarius). O álbum foi gravado em Los Angeles e a produção foi de Malmsteen. O baterista foi o experiente Barriemore Barlow que tocou no Jethro Tull por dez anos e o vocalista foi Jeff Scott Soto que gravou os vocais em duas faixas do disco “As above, so below” e “Now your ships are burned”. O baixo foi gravado pelo próprio Malmsteen.
Este álbum e atualmente considerado como a Bíblia do rock neoclássico. Ele chegou ao número 60 na lista da “Billboard”, algo muito raro para uma gravação quase que toda instrumental e sem nenhuma música na mídia. O álbum também foi indicado para o “Grammy Awards”, pela melhor interpretação de rock instrumental.
Logo, Malmsteen foi eleito em várias revistas como o “melhor guitarrista de rock”, pouco depois de "Rising Force" ser eleito o “álbum do ano”.
Em janeiro de 85, um dos primeiros shows da banda é registrado em vídeo na íntegra no Japão e posteriormente lançado em DVD. Apesar do primeiro álbum ser praticamente todo instrumental, na turnê de divulgação a banda tocava muitas músicas letradas que estariam presente no próximo álbum, além de covers do Alcatrazz.
Já em seu segundo álbum Marching Out, lançado em setembro de 1985, apenas três faixas eram instrumentais. O álbum apresentou uma nova formação com Anders Johansson na bateria e Marcel Jacob no baixo. Pouco tempo antes da turnê começar, Jeff e Marcel saem da banda e entram Mark Boals e Wally Voss respectivamente. No clipe da faixa "I See The Light Tonight" aparece Mark Boals cantando, mas o áudio foi gravado por Jeff Scott Soto. O álbum foi gravado em Los Angeles e a produção foi novamente de Malmsteen.
Ainda em 1985, surgiu o primeiro vídeo gravado ao vivo de sua carreira solo, o “Rising Force - Live 85”.
Em 1986, lança seu álbum Trilogy. O baixo foi gravado pelo próprio Malmsteen, mas na turnê quem tocou foi Wally Voss. Pouco antes do lançamento do álbum, no fim de 1986, Mark Boals é demitido da banda e Jeff Scott Soto é reconvodado e se torna o vocalista da turnê. O álbum foi gravado em Los Angeles e a produção foi de Malmsteen.
Este álbum também trouxe grandes clássicos do artista como, “You Don’t Remember”, “I’ll Never Forget”, “Liar”,”Queen In Love” e “Trilogy Suíte Op:5”, e também foi o primeiro a não conter o nome “Rising Force”.
No ano seguinte, no dia 22 de junho de 1987, bateu com seu Jaguar em uma árvore, batendo violentamente sua cabeça contra o volante. Este acidente lhe causou um coagulo cerebral, danificando os nervos motores de seu braço direito. Depois de ficar em coma por quase uma semana, Malmsteen voltou a si, descobrindo que seu braço estaria “inutilizado”. Temeroso pelo futuro de sua carreira, mas como sempre obstinado, Malmsteen empenhou-se em uma terapia muito dolorosa para regenerar os nervos.
Enquanto se recuperava, Malmsteen recebeu a notícia de que sua mãe (a maior inspiração de sua vida) havia falecido de câncer na Suécia, e para complicar mais as coisas, um manager mau-caráter lhe havia deixado quase na ruína, com montanhas de dívidas médicas à pagar.
Mesmo assim, Malmsteen percebeu que a sua única salvação era a música.[carece de fontes?] O resultado foi Odyssey, que não é um dos álbuns favoritos de Malmsteen, mas que foi aclamado por sua acessibilidade. O disco, que contou com o ex-vocalista do Rainbow, Joe Lynn Turner, produziu o single "Heaven Tonight", que teve um vídeo clipe gravado. Este clipe lhe deu grande projeção no âmbito mundial e o levou a ganhar um disco de ouro.
Da turnê desse álbum saiu seu primeiro disco ao vivo: Trial By Fire: Live in Leningrad, gravado na Rússia. Também foi gravado um vídeo do show. A formação dessa época (1988-89) foi Joe Lynn Turner nos vocais, Jens Johansson nos teclados, Anders Johansson na bateria e Barry Dunaway no baixo.

### Anos 90
Depois desta turnê, os membros da banda tomaram caminhos diferentes e o nome “Rising Force” caiu em desuso.
Começando uma nova fase de sua carreira Malmsteen se mudou para Miami, Florida, EUA, e recrutou uma nova banda de amigos suecos, desconhecidos do grande público, mas extremamente competentes: Göran Edman (vocal, ex John Norum), Svante Henryson (baixo, que tocava em orquestra sinfônica), Mats Ollausson (teclados, conceituado músico de estúdio e arranjador) e Michael Von Knorring (bateria).
O primeiro álbum com a nova formação foi "Eclipse" (que contou com uma letra de sua esposa, Erica Norberg, na música “Devil In Disguise”), gravado e mixado no estúdio “Criteria”, de Miami. A produção ficou por conta do próprio Malmsteen. Na turnê, o baterista foi Pete Barnacle.
Esse álbum demonstrou um lado mais comercial, porém sem deixar o estilo neoclássico. Uma má promoção pela multinacional “Polygram”, prejudicou enormemente as vendas nos Estados Unidos da América do Norte, contudo, no Japão e Europa esse trabalho ganhou discos de ouro e platina.
Nessa mesma época foi lançada a primeira coletânea de Malmsteen, com uma versão em áudio e outra em vídeo, chamada “The Collection”, onde continha vários dos seus clássicos, porém com algumas diferenças entre o CD e o DVD.
Em 1992 lançou o álbum Fire & Ice, com a mesma formação do álbum anterior, exceto pelo baterista Bo Werner. O álbum foi gravado em Miami e Suécia e a produção foi de Malmsteen, com participações de violinistas e um flautista. Este álbum foi um disco não comercial e com magníficas composições. As letras foram compostas baseando-se nos acontecimentos da vida de Yngwie Malmsteen (ele havia se divorciado de sua primeira esposa, a cantora sueca Erica Norberg) e a música estava construída com base nas estruturas barrocas.
Com este álbum, Malmsteen pôde, por fim, realizar um de seus mais fervorosos desejos, qual seja, gravar com uma orquestra. Isto aconteceu nos arranjos de "Badineire", originalmente na “Suite Orquestral No. 2” (de J. S. Bach), que está em "No Mercy" e no solo de "Cry No More".
Aclamado pela critica, "Fire & Ice" alcançou a posição número 1 no Japão e vendeu 100 000 cópias no dia do lançamento. O disco chegou a ouro e platina na Europa e Ásia.

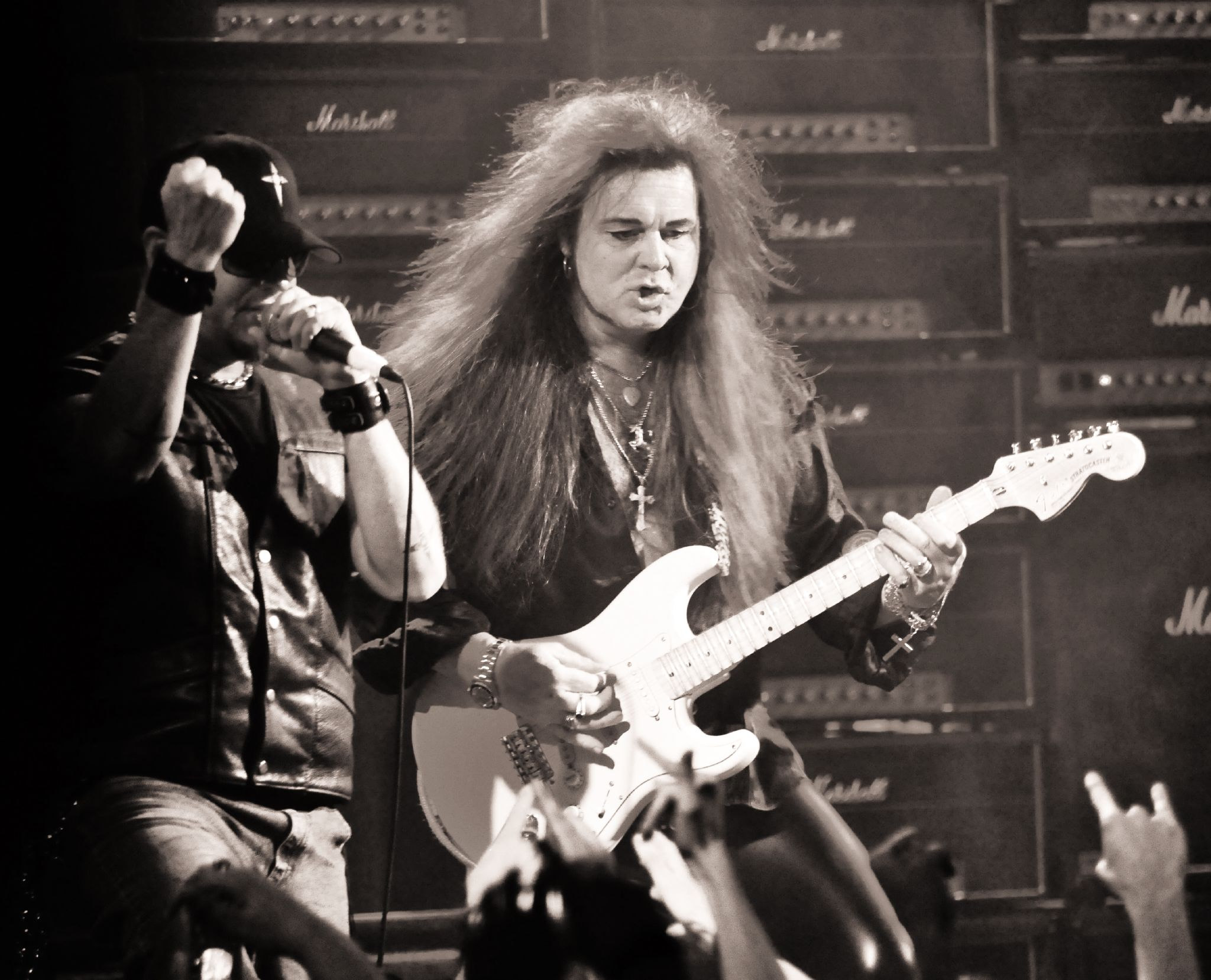
Yngwie Malmsteen e Tim Owens durante concerto na Espanha

Durante a composição do novo álbum, o “Furacão Andrés” passou por Miami (Agosto de 1992), seu manager nos últimos quatro anos, Nigel Thomas, morreu vítima de infarto (Janeiro de 1993). Em março de 1993, Malmsteen percebeu que a gravadora “Elektra” o estava “roubando” (Março de 1993). Em julho, também de 1993, ele rompeu os ligamentos da sua mão direita em um terrível acidente, e em agosto, foi vítima de uma prisão (Agosto de 1993).
Em Setembro de 1993, todos as acusações contra Malmsteen já havia sido retiradas e em Outubro sua mão já estava recuperada, por completo.
Porém, o ano de 1993 terminaria bem para ele. Em 26 de dezembro de 1993, casou-se com Amberdawn Landin, de quem viria a se separar em 1996.
Em 1994 lançou o disco The Seventh Sign. Em setembro e outubro de 1994 a gravadora japonesa Pony Canion lançou dois mini-álbuns (I Can't Wait EP e Power and Glory) e um vídeo (Live at Budokan). A formação tinha Michael Vescera nos vocais, Mats Olausson nos teclados e Mike Terrana na bateria. Para a turnê foi contratado o baixista Barry Sparks, que gravou o EP. A álbum foi gravado em Lauderdale e a produção foi de Malmsteen.
Em dezembro de 1994 Yngwie começou a montar seu próprio estúdio e iniciou os trabalhos em seu próximo álbum, Magnum Opus. Esse disco foi lançado em 1995. A formação foi a mesma do álbum anterior, exceto o baterista, que foi Shane Gaalaas. O álbum foi gravado em Miami e a produção foi de Malmsteen e Chris Tsangarides.
No início de Janeiro de 1996, Yngwie Malmsteen pois a funcionar o “Studio 308” e convidou vários amigos (incluindo Joe Lynn Turner, Jeff Scott Soto, David Rosenthal, Marcel Jacob, Jens Johansson e Mark Boals) para um projeto.
Por muitos anos, Malmsteen teve o desejo de gravar algumas das músicas com as quais cresceu ouvindo e que lhe influenciaram de alguma maneira; nessa lista encontravam-se canções de “Deep Purple”, “Rainbow”, “Scorpions”, “Rush”, “U.K.”, “Kansas” e evidentemente, Jimi Hendrix.
Com estes amigos e mais os irmãos Johansson tocando bateria e algumas faixas de teclado, o álbum Inspiration começou a tomar forma, até que em meados de Abril o disco já estava pronto, com a capa pintada por Asari Yoda. O álbum foi gravado em Miami e na Suécia, a produção foi de Chris Tsangarides e Malmsteen. Para a turnê a formação foi Mark Boals nos vocais, Barry Dunaway no baixo, Mats Olausson nos teclados e Tommy Aldridge na bateria. No clipe da canção "Carry On Wayward Son" do Kansas, Mark Boals aparece cantando no vídeo, mas o áudio quem gravou foi Jeff Scott Soto, repetindo o ocorrido no clipe de "I See The Light Tonight" de 1985.
Em fevereiro de 1997 é lançado o álbum Facing the Animal, com Mats Leven nos vocais, Mats Olausson nos teclados, Cozy Powell na bateria e Barry Dunaway no baixo. Para a turnê, o baterista foi Jonas Ostman, devido o falecimento de Cozy.  Em abril de 1998, Cozy Powell havia abandonado uma turnê com Yngwie Malmsteen por ter machucado o pé.
Em Junho de 1997 Malmsteen voou para Praga (República Tcheca), para tocar com a famosa “Czech Philharmornic Orchestra”, com mais de cem anos de existência. Em três dias de gravação intensiva, com o maestro de Atlanta, Yoel Levi, a cargo da batuta, o esperado álbum Concerto Suite for Electric Guitar and Orchestra in E flat minor Opus1 seria lançado em 1998.
Em 1998, depois de lançar o álbum com a Orquestra, Yngwie se interessou em fazer uma "Rising Force Reunion". O desejo dele não se concretizou. Alguns músicos que haviam participado dos primeiros álbuns (Rising Force, Marching Out, etc) estavam envolvidos em projetos distintos e outros não tinham mais um bom relacionamento com Yngwie.[carece de fontes?]
Em Abril de 1998 veio o falecimento de Cozy Powell (em um acidente de trânsito). Malmsteen, mesmo triste com a perda do amigo, saiu rapidamente em busca de um substituto para a turnê e recrutou o sueco Jonas Ostman.
Com esta nova formação foi lançado o esplêndido Yngwie Malmsteen LIVE!!, gravado em São Paulo durante a turnê de "Facing the Animal". Este álbum contem canções de toda sua carreira solo e demonstra toda sua agressividade e rapidez. Este álbum foi dedicado a Cozy Powell, assim como toda a tour mundial. Por neste álbum Malmsteen regressou aos seus temas mais heavy metal, ele novamente ganhou prêmios de revistas especializadas em guitarra, além de reconhecimentos na Europa e Japão. Em todos os lados só se falava da "ressurreição" e do "regresso de Malmsteen".
Em 6 de março de 1998, nasceu o primeiro filho de Yngwie, Antonio Yngwie Johann Malmsteen, na cidade de Miami, fruto de seu terceiro casamento. Com o nascimento do filho, Malmsteen amadureceu, ignorou os problemas com músicos e voltou a usar o nome "Rising Force".
Em 1999, ao lado de Mark Boals (vocais), Barry Dunaway (baixo), John Macaluso (bateria) e Mats Olausson (teclados), lançou seu décimo quarto álbum solo, chamado Alchemy. Esse álbum tem mais faixas instrumentais do que seus precedentes e a banda embarcou em uma super e extraordinária turnê mundial (com Randy Coven no baixo).

### Anos 2000
Em 2000, foi lançada a coletânea Anthology 1994-1999, e um álbum inédito no fim do ano, War to End All Wars, que contou com as presenças de Mark Boals, Mats Olausson e John Macaluso. Após alguns shows, Mark Boals deixou a banda (para promover seu álbum solo) e em seu lugar entra Jorn Lande. Uma briga entre Malmsteen e Lande, em meados de 2001, fez com que o vocalista abandonasse a excursão, juntamente com o baterista. A resposta de Malmsteen a este problema foi trazer de volta Mark Boals e introduzir Tim Donahue, na bateria.
No fim de 2001, na turnê Sul Americana do War to End All Wars mais mudanças: entram Doogie White no vocal, Derek Sherinian nos teclados, Mick Cervino no baixo e Patrik Johansson na bateria. Ainda em 2001, os shows de Yngwie com orquestra "New Japan Philharmonic" no Japão foram gravados para lançamento em CD e DVD.
Foi durante um desses concertos com a New Japan Philharmonic que Malmsteen foi surpreendido com a chegada de alguns representantes do governo chinês, os quais, lhe convidaram a excursionar por aquele país.
Vale ressaltar que Yngwie Malmnsteen foi pioneiro ao abrir o mercado da antiga U.R.S.S. (União Soviética), até então fechado ao “ocidentalismo” em seu regime comunista. Agora, Malmsteen voltava a repetir essa façanha na China, onde o rock não era aceito pelo governo socialista.
Em 2002 lança o álbum Attack!! e sai em turnê, só trocou o tecladista, entrou Joakim Svalberg no lugar de Derek.
No mesmo ano, lança o álbum 'The Genesis, que consiste de suas primeiras gravações da época em que vivia na Suécia e tinha apenas 17 anos. Muitas dessas faixas foram retrabalhadas para composições de seus álbuns ao longo de sua carreira.
Em outubro de 2003 juntou-se a Joe Satriani e Steve Vai no "G3: Rockin' in the Free World". Dessa união, além de um CD duplo ao vivo, foi lançado também em 2004 o DVD G3: Live in Denver.
Em 2004 durante a parte final da turnê do Attack!! nos EUA, entraram na banda o tecladista Michael Troy e o baixista Rudy Sarzo.

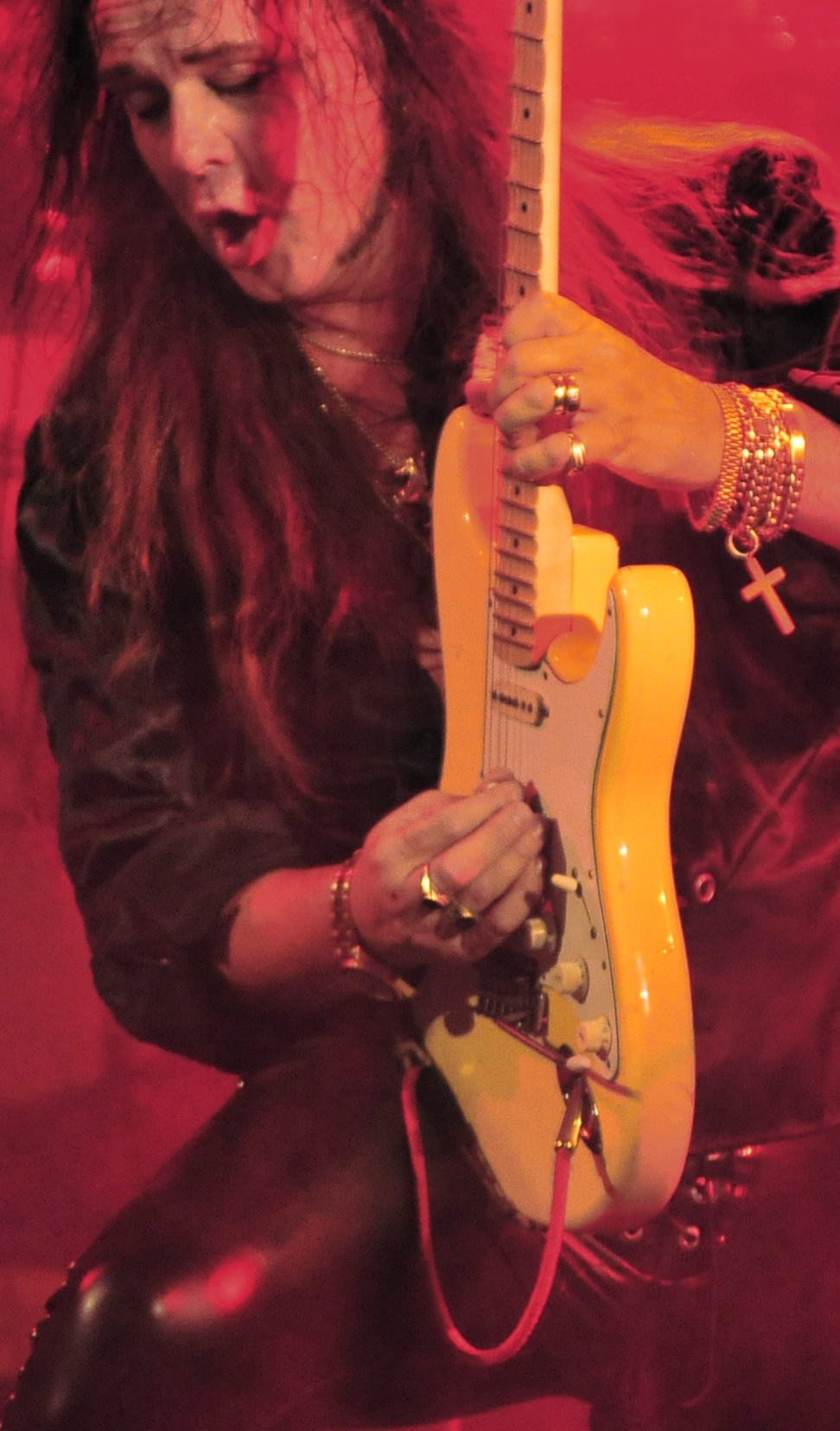
Malmsteen em 2008

Em 2005 Malmsteen lançou o álbum Unleash the Fury e ficou dois anos em turnê mundial. A formação do álbum tinha Doogie White no vocal, Joakim Svalberg no teclado, Patrik Johansson na bateria e Mick Cervino no baixo. Este álbum apresentou uma qualidade muito superior, sendo por isso muito elogiado por fãs e críticos.
Em 2006 o tecladista Derek Sherinian volta e fica o ano todo. Ainda em 2006, ele participou da convenção anual para a indústria da música, o “NAMM”, para promover seu novo endosso de sequencias de caracteres com Dean Markley. Em seguida, percorreu os Estados Unidos da América do Norte, Ásia, Austrália e Finlândia até o final do ano.
Ainda em 2006, Malmsteen teve junto a fábrica de guitarras “Fender”, sua “signature”, um modelo “Stratocaster”, com pequenas, mas importantes, mudanças no pescoço. O próprio Malmsteen, confessou: "Eles me tratam tão bem que estou honrado e orgulhoso de estar trabalhando com eles".
Em 2008, ele foi escolhido pela “NAMM” para seu programa “NAMM Oral History”. Iniciado em 2000, esse projeto documenta, por meio de entrevistas e videotape, alguns dos maiores músicos, os quais, tenham contribuído para a indústria da música, incluindo Herbie Hancock, Maynard Ferguson, Les Paul, B.B. King e agora, Yngwie Malmsteen.
Ainda trabalhando em seu próximo álbum, Malmsteen também participou da elaboração da réplica de sua “Fender Stratocaster 1972”, uma edição limitada e que recebeu o nome de “Duck”. Especialistas da “Fender Custom Shop” voaram para Miami, a fim de medir e fotografar cada aspecto do instrumento original, garantindo a autenticidade da réplica até o último detalhe.
O ano de 2008 também foi marcado pela capa da dição da “Guitar World”, onde Malmsteen apareceu sozinho, em vez de compartilhá-la com outros músicos. Sobre sua visibilidade recém-descoberta, Yngwie disse, "há um monte de fãs novos e mais jovens que estão apenas descobrindo a alegria de tocar com velocidade, potência e articulação e eles estão vindo para meus shows e lugares como NAMM".
Finalmente, em outubro de 2008 é lançado o álbum Perpetual Flame, contando com o vocalista Tim "Ripper" Owens (ex-Judas Priest e Iced Earth), o tecladista Michael Troy, o baterista Patrik Johansson. O baixista da turnê foi Bjorn Englen. Foi o primeiro lançamento feito pela própria gravadora de Malmsteen, a Rising Force Records.
Ao longo desse ano, Malmsteen ainda apareceu em outras capas de revistas especializadas, incluindo “All Access”, “Crusher Magazine”, “Fuzz”, “Guitar Player”, “Roadie Crew” e “Vegas Rocks”.
Mas, talvez, o maior reconhecimento de 2008 chegou em Outubro, quando Yngwie Malmsteen foi introduzido no “Rock da Fama Hollywood”, na Sunset Boulevard em Hollywood.
Também em 2008, Malmsteen contribuiu com três faixas para o vídeo game “Rock Band”, para “Xbox” e “Play Station”. Continuou promovendo seu álbum, com a banda tocando uma série de concertos no Japão, juntamente com outros ícones, como o “Deep Purple”.
Já em 2009 é lançado Angels of Love,  um álbum completamente fora do caminho que vinha trilhando, uma vez que trata-se de um álbum acústico completamente instrumental, de baladas, contendo releituras de antigos clássicos de Malmsteen e algumas faixas inéditas tocadas ao violão, com arranjos orquestrais. Algumas das faixas teve a participação do tecladista Michael Troy Abdallah.
Para surpresa de todos, a canção “Angels Of Love” (inspirado em sua esposa, April) atingiu o topo da lista de música “New Age”, do site “Amazon.com”.
O reconhecimento do lugar de Yngwie Malmsteen na história da música continuou a prosseguir. Na “Time Magazine”, Malmsteen foi-se incluído como um dos "10 maiores guitarristas".
Perto do final do ano, Yngwie Malmsteen e sua companhia decidiram começar a liberar raros arquivos filmados durante uma série de concertos. O primeiro foi “Yngwie In Korea”, filmado durante a tour de “War To End All Wars”, em Seul, Coréia do Sul.
Para finalizar o final de 2009, o músico publica mais uma coletânea com suas canções instrumentais de maior sucesso intitulada "High Impact", que conta com um cover de Jimi Hendrix ("Red House") e outro de Michael Jackson ("Beat It", originalmente tocada por Eddie Van Halen).

### Anos 2010
Em maio de 2010 foi a vez do DVD "Raw Live" ser publicado, apresentando canções de bootlegs de diversas fases da carreira do guitarrista.
Em novembro de 2010 é lançado o álbum Relentless, a formação tinha Tim "Ripper" Owens nos vocais, Nick Marino nos teclados e Patrick Johansson na bateria, para a turnê o baixista foi Bjorn Englen. A gravadora novamente foi a Rising Force de Malmsteen.
No fim de 2012 o vocalista Tim Owens deixa o grupo e Malmsteen grava seu mais recente álbum Spellbound, no qual assume os vocais nas três faixas não-instrumentais.
Em 2014 Yngwie lançou um DVD ao vivo chamado "Spellbound Live in Orlando", filmado durante sua última turnê.
Em fevereiro de 2015 foi induzido ao Hall da Fama da Música da Suécia, por suas contribuições musicais nos últimos trinta anos. No mesmo mês, foi confirmado que o músico estava trabalhando em um novo disco.

## Membros da banda
Formação atual
- Yngwie Malmsteen - guitarra e vocais (1978-presente)
- Nick Marino –  teclado e vocais (2005-2006, 2010-presente)
- Ralph Ciavolino –  baixo e vocais (2012-presente)
- Mark Ellis –  bateria (2013-presente)

## Discografia

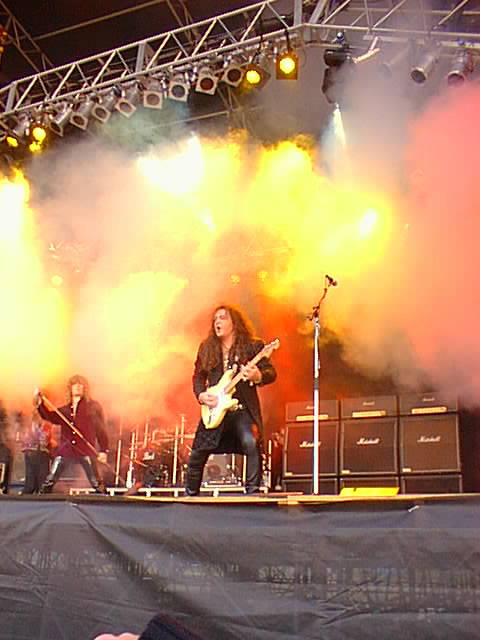
Yngwie em 2007

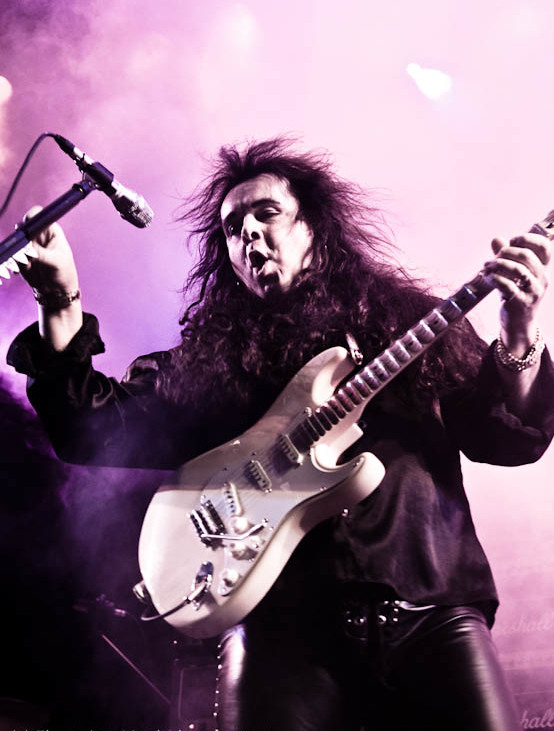
Yngwie Malmsteen ao vivo

### comSteeler
- 1983 - Steeler

### comAlcatrazz
- 1983 - No Parole from Rock 'n' Roll

### Solo
- 1984 - Rising Force
- 1985 - Marching Out
- 1986 - Trilogy
- 1988 - Odyssey
- 1990 - Eclipse
- 1992 - Fire & Ice
- 1994 - The Seventh Sign
- 1995 - Magnum Opus
- 1997 - Facing the Animal
- 1998 - Concerto Suite for Electric Guitar and Orchestra
- 1999 - Alchemy
- 2000 - War to End All Wars
- 2002 - Attack!!
- 2005 - Unleash the Fury
- 2008 - Perpetual Flame
- 2009 - Angels of Love
- 2010 - Relentless
- 2012 - Spellbound
- 2016 - World On Fire
- 2019 - Blue Lightning